# Шараф (село)
Шара́ф (тадж. Шараф) — село у складі Хатлонської області Таджикистану. Входить до складу Даркадського джамоату Фархорського району.
Назва означає фіалка. Колишні назви — Калаїпучкан, Пучкок, сучасна назва — з 29 березня 2012 року.
Населення — 2299 осіб (2010; 2226 в 2009, 765 в 1981).
Національний склад станом на 1981 рік — таджики.